# 阿列河畔圣普里瓦
阿列河畔圣普里瓦（法語：Saint-Privat-d'Allier，法語發音：[sɛ̃ pʁiva dalje]），或纯音译作圣普里瓦达列、圣普里瓦达利耶，是法国上卢瓦尔省的一个市镇，属于勒皮区。该市镇总面积29.96平方公里，2009年时的人口为405人。

## 历史
2017年1月1日起，阿列河畔圣迪迪耶并入本市镇。

## 人口
阿列河畔圣普里瓦人口变化图示